# Санта Катерина (Удине)
Санта Катерина је насеље у Италији у округу Удине, региону Фурланија-Јулијска крајина.
Према процени из 2011. у насељу је живело 9 становника. Насеље се налази на надморској висини од 658 м.